# Cyclocanna welshi
Cyclocanna welshi is een hydroïdpoliep uit de familie Mitrocomidae. De poliep komt uit het geslacht Cyclocanna. Cyclocanna welshi werd in 1918 voor het eerst wetenschappelijk beschreven door Bigelow. 